# Hil Hernández
Hil Yesenia Hernández (Castro, 1984 –) chilei szépségkirálynő, modell. A Miss Earth 2006 világ-szépségverseny chilei győztese.
A Miss Earth Chile cím elnyerésével nyert jogot a Fülöp-szigeteken megrendezett Miss Earth versenyen való részvételre.
Korábban is részt vett szépségversenyeken hazájában és nemzetközi szinten egyaránt: 2004-ben Chilét képviselte a Miss Model of the World versenyen, ahol középdöntős volt, és részt vett a Reina Sudamericana versenyen is. Döntős volt 2003-ban a Miss World Chile 2003 versenyen és második helyezett a Miss Earth Chile 2004 versenyen is.
Miután megnyerte a Miss Earth versenytm számos karitatív rendezvény háziasszonya vagy vendége volt. A verseny fő célja a környezetvédelem támogatása és propagálása, így Hernandez részt vett alternatív üzemanyagokat támogató illetve a jó levegőért indított kampányokban is nemcsak a versenyt rendező országban és hazájában, de más országokban is, mint például Bolíviában, Puerto Ricoban, Vietnamban, Szingapúrban, Kínában.

## Külső hivatkozások
- Miss Earth hivatalos honlapja
- Pageantopolis Archiválva 2002. március 30-i dátummal a Wayback Machine-ben

## Fordítás
- Ez a szócikk részben vagy egészben  a   Hil Hernández című angol Wikipédia-szócikk fordításán alapul.  Az eredeti cikk szerkesztőit annak laptörténete sorolja fel. Ez a jelzés csupán a megfogalmazás eredetét és a szerzői jogokat jelzi, nem szolgál a cikkben szereplő információk forrásmegjelöléseként.